# Тесь
Тесь — село в Минусинском районе Красноярского края Российской Федерации. Административный центр Тесинского сельсовета. С населением около 3000 человек является крупнейшим сельским населённым пунктом Минусинского района.

## Описание
Село расположено в пойме древней реки, на левом, пологом, берегу реки Туба, в 9 километрах от автомобильной дороги Минусинск — Курагино. От дороги к селу имеется асфальтированный подход, проходящий через деревню Малая Иня, которая является ближайшим к Теси населённым пунктом. Условно село делится на три части: «деревня» (старая часть), «остров» и «площадка» (новые части). «Остров» получил  название в связи с тем, что отделён от остальной части села рекой Тесинкой (протокой Тубы). В селе есть полная средняя школа, 2 детских сада, почта,картинная галерея,СДК, несколько частных торговых предприятий.

## История
Село Тесь (в прошлом — Тесинское) расположено в пойме реки Тубы, правого притока Енисея. Основано в первой половине XVIII века. Первооснователями его были мастеровые металлурги закрытого в 1770 году Ирбинского чугунолитейного и железоделательного завода. В 1742—1745 Ирбинский железоделательный, Лугавский медный завод и Майнский медный рудник закрылись. Часть ирбинских металлургов перевели на Томский завод, а остальные, лишившись работы, стали заниматься земледелием и животноводством, основали селения по берегам Тубы: Городок, Тесь, Кочергино, Мурино.
Дата возможного возникновения деревни Тесинской — 1740 год.
В 1796 году в Теси открывается волостное правление.
В 1805 году здесь был открыт православный приход. В 1809 году построена и освящена церковь, и деревня Тесинская стала селом. В 1822 году была образована Енисейская губерния в составе пяти округов: Енисейского, Красноярского, Канского, Ачинского, Минусинского. Округа делились на волости. В 1831 году в Минусинском округе было 4 волости. С начала 1823 года, как только село Минусинское было преобразовано в город, Тесинская волость вошла в состав Минусинского округа.
В 1836 году в Тесь был водворен под строгий полицейский надзор декабрист Алексей Иванович Тютчев, капитан Пензенского пехотного полка. Затем его перевели в Курагино, где он и умер 24 января 1856 года. Из Курагино в Тесь в 1837 году был переведен декабрист Николай Иосифович (Осипович) Мозгалевский, подпоручик Саратовского полка, член «Общества соединенных славян». Здесь в 1838 году у него родилась дочь Елена. Из Теси его по состоянию здоровья перевели в Минусинск, где он скончался 14 июля 1844 года.
В течение 1852—1855(?) годов обосновались и жили в Теси Юдины — родители в дальнейшем знаменитого библиофила и винозаводчика Г. В. Юдина. В тот момент Геннадий уже жил отдельно от родителей, вел свою самостоятельную трудовую жизнь, которую начал, по его словам, 18 ноября 1853 г. в г. Минусинске, в питейной конторе. Очевидно, в течение почти трех лет, пока родители проживали в с. Тесинском, Геннадий Юдин бывал здесь. В 1863 году в Тесь были водворены 23 польских повстанца. Среди них Станислав Валенский 30 лет, «за принятие на себя звания революционного начальника Пиотровского уезда и выполнение соединенных с этим званием обязанностей по всем предметам довольствия и вооружения мятежников».
В 1866 и 1868 годах проводил свой отпуск начинающий красноярский художник Василий Иванович Суриков. В Теси у Сурикова проживала сестра Екатерина, бывшая замужем за Сергеем Виноградовым, который занимал тогда должность заседателя Тесинской волости. Во время поездок в Тесь В. И. Суриков сделал около двадцати рисунков жителей села, их домов, окрестностей, но, за исключением одного рисунка, — церкви, неизвестно, где они находятся. Сегодня известно, что живописец В. И. Суриков трижды посещал Тесь. Семнадцатилетним Суриковым написана в 1866 году акварель «Синий камень на Енисее» (выше села Подсинее). Дата, поставленная на рисунке, отмечает первую, известную поездку в Минусинский округ. В конце лета 1866 года Суриков, получив отпуск, приехал из Красноярска в гости к супругам Виноградовым в Тесь. Весной 1868 года в красноярский дом Суриковых пришла трагическая весть — 20 марта умерла сестра Катя («от воспаления легких» — по свидетельству Н. Кончаловской). На похороны сестры Суриков не смог приехать из-за своей болезни, а приехал только 4 июня, на три последующие недели. Третий приезд Сурикова в Тесь приходится на 1873 год, когда художник поправлял своё здоровье в имении золотопромышленника П. И. Кузнецова (в верховьях рек Немир и Узун-Джул, впадающих в Абакан. Здесь возник акварельный рисунок «Деревня у подножия гор» (Третьяковская галерея). К этому же периоду относится и акварель «Татарская Тесь. Кругозор».
В 1880-х годах в Тесь были водворены участники громкого политического «Процесса 50-ти»: Софья Субботина и столяр-краснодеревщик Антон Филюков. Последний пробыл в Теси до 1899 года, оказал большое содействие тесинским крестьянам в организации первого в Сибири сельского «Общества потребителей», которое начало свою работу 4 января 1898 года.
8 мая 1897 года в Тесь под гласный надзор заседателя второго участка Минусинского округа Дуреева прибыли Г. М. Кржижановский, В. В. Старков, а в 1898 году З. П. Невзорова, ставшая женой Г. М. Кржижановского, петербургские рабочие А. С. Шаповалов, Н. Н. Панин, екатеринославский рабочий-металлист М. Д. Ефимов, воронежский учитель Е. В. Барамзин.
Из села Казачинского был переведен член «Союза борьбы за освобождение рабочего класса» инженер-технолог Фридрих Вильгельмович Ленгник, который поселился в доме крестьянина Никифора Федорова. Здесь бывали и другие ссыльные социал-демократы (В. К. Курнатовский, сестры Окуловы, рабочий А. П. Чекальский).
После отъезда из Теси Ф. В. Ленгника, к концу 1900 года, в Тесь прибыл переведенный из Канского уезда Енисейской губернии Росляков. Сибиряк, родом из города Обдорска, он был братом жены известного народовольца из кубанских казаков, Гервасия. Вскоре Росляков тоже уехал в Минусинск.
Трижды (30 июля 1897 года; с 29 сентября по 4 октября 1897 года; летом 1899 года) у своих соратников по политической борьбе бывал в Тесинском В. И. Ленин.
Село получило наибольшее развитие в конце XX века, когда стало базой для летнего отдыха детей из Норильска, а также местом переселения северян, вышедших на пенсию. Норильский горно-металлургический комбинат построил в селе несколько объектов, предназначенных для отдыха и оздоровления, при этом на объектах работали югославские и турецкие строители. В начале XXI века в Теси несколько лет находился Норильский кадетский корпус — одно из кадетских учебных заведений, организованных в Красноярском крае по инициативе Александра Лебедя. Сегодня здесь открыт "Центр социального обслуживания «Тесь» (санаторий). Вторым по количеству рабочих мест является сельскохозяйственное предприятие ОАО «Искра Ленина» (бывший колхоз с одноимённым названием). Действует ряд предприятий перерабатывающей отрасли (мельница, колбасный цех и др.)

## Население
| 2010 |
| ---- |
| 2401 |